# Wodorosiarczek amonu
Wodorosiarczek amonu, NH
4HS – nieorganiczny związek chemiczny, nietrwała wodorosól amonowa kwasu siarkowodorowego.

## Występowanie
Stały wodorosiarczek amonu tworzy jedną z 3 warstw chmur w atmosferach planet-olbrzymów w Układzie Słonecznym. Chmury te zlokalizowane są powyżej chmur złożonych z lodu, a poniżej chmur zestalonego amoniaku. Według modeli matematycznych na Jowiszu występują one w temperaturach od −90 do −60 °C przy ciśnieniu ok. 2 atm, a na Saturnie w temperaturach od −80 do −40 °C przy ciśnieniu w zakresie ok. 3–5 atm.

## Otrzymywanie
Wodorosiarczek amonu niezanieczyszczony siarczkiem amonu ((NH
4)
2S) znany jest tylko w rozcieńczonych roztworach. Można go otrzymać w wyniku długotrwałego (ok. 24 h) nasycania siarkowodorem rozcieńczonej (poniżej 7%) wody amoniakalnej lub rozcieńczonego roztworu soli mieszanej (NH
4)
2S·18NH
4HS w temperaturze 0 °C. Uzyskane roztwory są bezbarwne, lecz na powietrzu szybko żółkną wskutek powstawania wielosiarczków.
Reakcje prowadzone z użyciem bardziej stężonych roztworów amoniaku w wodzie lub etanolu, a także w warunkach bezwodnych w fazie gazowej prowadzą do uzyskania soli mieszanych o składzie od (NH
4)
2S·2NH
4HS do (NH
4)
2S·18NH
4HS. Tworzą one białe kryształy o pokroju igieł lub płatków, łatwo sublimujące w temperaturze pokojowej. Na powietrzu szybko żółkną.

## Właściwości
Zarówno roztwory, jak i kryształy mieszane mają odrażający zapach wskutek uwalniania amoniaku i siarkowodoru:
NH
4HS → NH
3↑ + H
2S↑
Wydzielane gazy są silnie trujące. Wyraźne efekty fizjologiczne obserwuje się nawet przy ich niewielkim stężeniu we wdychanym powietrzu i są one znacznie poważniejsze, niż przy wdychaniu samego siarkowodoru.

## Historia
Pierwsze prace nad siarczkami amonu prowadził w latach 40. XIX w. J. Fritzsche. Warunki otrzymywania i właściwości wodorosiarczku amonu opisał w 1895 roku angielski chemik W.P. Bloxam.